# 게브겔리야시

게브겔리야 시의 위치

게브겔리야시(마케도니아어: Општина Гевгелија)는 마케도니아 공화국 남부에 위치한 지방 자치체로 행정 중심지는 게브겔리야이며 면적은 317km2, 인구는 22,988명(2002년 기준)이다. 서쪽으로는 카바다르치 시, 북서쪽으로는 데미르카피야 시, 북동쪽으로는 발란도보 시, 동쪽으로는 보그단치 시와 접하며 남쪽으로는 그리스와 국경을 접한다.